# 13933 Charleville
För andra betydelser, se Charleville.
13933 Charleville eller 1988 VE1 är en asteroid i huvudbältet som upptäcktes den 2 november 1988 av den japanska astronomen Tsutomu Seki vid Geisei-observatoriet. Den är uppkallad efter orten Charleville i Australien.
Asteroiden har en diameter på ungefär 11 kilometer.